# Lista de governadores do Arkansas

## Lista de governadores do território doArkansas(1819-1836)
- James Miller 1819-1825
- George Izard 1825-1828
- Robert Crittenden, provisório 1828-1829
- John Pope (Democrata) 1829-1835
- William Savin Fulton (Democrata) 1835-1836

## Lista de governadores do estado doArkansas(1836-presente)
| #  | Nome                       | Partido                | Início do mandato | Fim do mandato | Fontes |
| 1  | James Sevier Conway        | Democrata              | 1836              | 1840           |        |
| 2  | Archibald Yell             | Democrata              | 1840              | 1844           |        |
| 3  | Samuel Adams               | Democrata (interino)   | 1844              |                |        |
| 4  | Thomas Stevenson Drew      | Democrata              | 1844              | 1849           |        |
| 5  | Richard C. Byrd            | Democrata (interino)   | 1849              |                |        |
| 6  | John Selden Roane          | Democrata              | 1849              | 1852           |        |
| 7  | Elias Nelson Conway        | Democrata              | 1852              | 1860           |        |
| 8  | Henry Massey Rector        | Democrata              | 1860              | 1862           |        |
| 9  | Harris Flanagin            | Democrata              | 1862              | 1864           |        |
| 10 | Isaac Murphy               | Unioniste              | 1864              | 1868           |        |
| 11 | Powell Clayton             | Republicano            | 1868              | 1871           |        |
| 12 | Ozra Amander Hadley        | Republicano (interino) | 1871              | 1873           |        |
| 13 | Elisha Baxter              | Republicano            | 1873              | 1874           |        |
| 14 | Augustus Hill Garland      | Democrata              | 1874              | 1877           |        |
| 15 | William Read Miller        | Democrata              | 1877              | 1881           |        |
| 16 | Thomas James Churchill     | Democrata              | 1881              | 1883           |        |
| 17 | James Henderson Berry      | Democrata              | 1883              | 1885           |        |
| 18 | Simon Pollard Hughes, Jr.  | Democrata              | 1885              | 1889           |        |
| 19 | James Philip Eagle         | Democrata              | 1889              | 1893           |        |
| 20 | William Meade Fishback     | Democrata              | 1893              | 1895           |        |
| 21 | James Paul Clarke          | Democrata              | 1895              | 1897           |        |
| 22 | Daniel Webster Jones       | Democrata              | 1897              | 1901           |        |
| 23 | Jefferson Davis            | Democrata              | 1901              | 1907           |        |
| 24 | John Sebastian Little      | Democrata              | 1907              |                |        |
| 25 | John Isaac Moore           | Democrata (interino)   | 1907              |                |        |
| 26 | Xenophon Overton Pindall   | Democrata (interino)   | 1907              | 1909           |        |
| 27 | Jesse M. Martin            | Democrata (interino)   | 1909              |                |        |
| 28 | George Washington Donaghey | Democrata              | 1909              | 1913           |        |
| 29 | Joseph Taylor Robinson     | Democrata              | 1913              |                |        |
| 30 | William Kavanaugh Oldham   | Democrata (interino)   | 1913              |                |        |
| 31 | Junius Marion Futrell      | Democrata (interino)   | 1913              |                |        |
| 32 | George Washington Hays     | Democrata              | 1913              | 1917           |        |
| 33 | Charles Hillman Brough     | Democrata              | 1917              | 1921           |        |
| 34 | Thomas Chipman McRae       | Democrata              | 1921              | 1925           |        |
| 35 | Tom Jefferson Terral       | Democrata              | 1925              | 1927           |        |
| 36 | John Ellis Martineau       | Democrata              | 1927              | 1928           |        |
| 37 | Harvey Parnell             | Democrata              | 1928              | 1933           |        |
| 38 | Junius Marion Futrell      | Democrata              | 1933              | 1937           |        |
| 39 | Carl Edward Bailey         | Democrata              | 1937              | 1941           |        |
| 40 | Homer Martin Adkins        | Democrata              | 1941              | 1945           |        |
| 41 | Benjamin Travis Laney      | Democrata              | 1945              | 1949           |        |
| 42 | Sidney Sanders McMath      | Democrata              | 1949              | 1953           |        |
| 43 | Francis Cherry             | Democrata              | 1953              | 1955           |        |
| 44 | Orval Faubus               | Democrata              | 1955              | 1967           |        |
| 45 | Winthrop Rockefeller       | Republicano            | 1967              | 1971           |        |
| 46 | Dale Bumpers               | Democrata              | 1971              | 1975           |        |
| 47 | Bob C. Riley               | Democrata,             | 1975              |                |        |
| 48 | David Pryor                | Democrata              | 1975              | 1979           | [ 1 ]  |
| 49 | Joe Purcell                | Democrata              | 1979              |                |        |
| 50 | William J. Clinton         | Democrata              | 1979              | 1981           | [ 2 ]  |
| 51 | Frank D. White             | Republicano            | 1981              | 1983           |        |
| 52 | William J. Clinton         | Democrata              | 1983              | 1992           | [ 2 ]  |
| 53 | Jim Guy Tucker             | Democrata              | 1992              | 1996           | [ 1 ]  |
| 54 | Mike Huckabee              | Republicano            | 1996              | 2007           | [ 1 ]  |
| 55 | Mike Beebe                 | Democrata              | 2007              | 2015           | [ 1 ]  |
| 56 | Asa Hutchinson             | Republicano            | 2015              | 2023           | [ 1 ]  |
| 57 | Sarah Huckabee Sanders     | Republicano            | 2023              | presente       | [ 1 ]  |